# Violkremla
Violkremla (Russula violacea) är en svampart som beskrevs av Quél. 1882. Violkremla ingår i släktet kremlor och familjen kremlor och riskor. Arten är reproducerande i Sverige. Utöver nominatformen finns också underarten viridis.